# シー・ハド・トゥ・セイ・イエス
『シー・ハド・トゥ・セイ・イエス』(She Had to Say Yes) は、1933年のアメリカ合衆国のプレコードの映画。
ジョージ・エイミーとバスビー・バークレーが監督を務め、バークレーにとって監督デビュー作となった。主演のロレッタ・ヤングは職場の顧客とデートさせられ性的に言い寄られる事務員を演じた。
「働く女性たちの真実の物語」として宣伝された。プレコード学者のトーマス・ドアティによると、世界恐慌の中で働く女性たちが雇用され続けるために妥協する実生活から構想を得て描かれた映画の1つである。世界恐慌を舞台にした女性の映画では性的暴行の脅威、収入を保つためのリスクが繰り返し描かれている。当時の女性たちはしばしばセクシャルハラスメントの対象となっており、競争の激しい求人市場で屈辱に耐えねばならなかった。
公開当時「ニューヨーク・タイムズ」紙では低評価であった。

## あらすじ
ソル・グラス(ファーディナンド・ゴッツチョーク)は衣料工場を経営しており、世界恐慌を生き延びるのに苦心している。他社と同様に「カスタマー・ガール」を雇い、遠方の顧客を接待している。しかし顧客たちは金目当ての不屈の女たちに辟易しており、どんどん離れていく。販売員のトミー・ネルソン(レジス・トゥーミー)は代わりに速記者を雇うことを提案し、グラスは受け入れる。
買い手のルーサー・ヘインズ(ヒュー・ハーバート)がトミーの婚約者で事務員のフローレンス・デニー(ロレッタ・ヤング)を見かけ、連れ出そうとする。しかしトミーは曲線美のバーディ(スザンヌ・キルボーン)を勧める。バーディの体調が悪くなり、トミーは他の買い手のダニエル・ドリュー(ライル・タルボット)とのデートに渋々フローレンスを行かせる。フローレンスとダニエルは楽しい時間を過ごすが、体目当てであったことにフローレンスはショックを受ける。後悔したダニエルは謝罪をし、恋愛感情を口にする。ダニエルは出張の予定があるが、定期的な電話と手紙を約束する。
フローレンスの友人、同僚、ルームメイトのメイジー(ウィニー・ライトナー)はトミーがバーディと浮気していることをフローレンスに伝え、フローレンスは婚約破棄する。
自尊心を保つため、フローレンスはグラスに、もう買い手とは出掛けないと告げる。解雇すると脅されたフローレンスは辞職する。
ダニエルが再びやってきて、フローレンスを夕食に誘う。別のテーブルにルーサーがおり、フローレンスに人生最大の契約の手伝いをしてほしいと頼み、フローレンスは仕方なく同意する。ルーサーと夕食をとることになり、フローレンスは機転を利かせてメイジーに頼んでルーサーの妻(ヘレン・ウェア)とその娘を同席させる。妻子と同席させられたルーサーはフローレンスの芝居に合わせて契約書にサインさせられる。
ルーサーはフローレンスのやり方に抗議し、フローレンスとトミーが同棲していることを非難し、思っていたほど無垢ではないと疑い、郊外の友人宅に連れていく。邸宅には誰もいないが、ルーサーはなんとかフローレンスを中に引き入れ、押し倒す。フローレンスは抵抗するが、ついに諦める。フローレンスはルーサーにこれで納得するのかと尋ね、ダニーはそれ以上何もすることをやめる。フローレンスが外に出ると、2人を追ってきたトミーのもとに駆け寄る。トミーはフローレンスが自分で自分を売ったのだと思い込んでいる。この会話を聞きつけたダニエルはフローレンスが純真であると気付き、トミーに謝罪させる。ダニエルはフローレンスに求婚し、フローレンスはダニエルの耳元で何かささやくと、ダニエルはフローレンスを邸宅に連れていく。

## 登場人物
- フローレンス・デニー：ロレッタ・ヤング
- メイジー：ウィニー・ライトナー
- ダニエル・ドリュー：ライル・タルボット
- トミー・ネルソン：レジス・トゥーミー
- ルーサー・ヘインズ：ヒュー・ハーバート

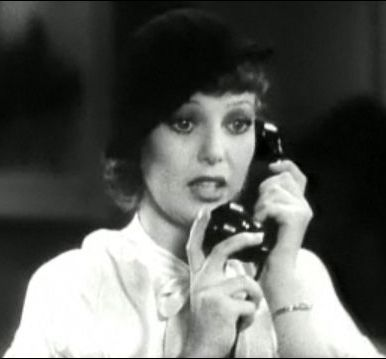
予告編のロレッタ・ヤング

- ソル・グラス：ファーディナンド・ゴッツチョーク
- バーディ・レイノルズ：スザンヌ・キルボーン
- ヘインズ夫人：ヘレン・ウェア
- タクシー運転手：ジョージ・チャンドラー

## 評価
「ニューヨーク・タイムズ」紙のフランク・ニュージェントは低評価を下した。